# Гетто в Свислочи (Свислочский район)
Гетто в Сви́слочи (ноябрь 1941 — 1 ноября 1942) — еврейское гетто, место принудительного переселения евреев города Свислочь Свислочского района Гродненской области и близлежащих населённых пунктов в процессе преследования и уничтожения евреев во время оккупации территории Белоруссии войсками нацистской Германии в период Второй мировой войны.

## Оккупация Свислочи и создание гетто
Город Свислочь был захвачен немецкими войсками 26 июня 1941 года, и оккупация продлилась до 17 июля 1944 года. На момент оккупации среди 8000 жителей города евреев было более 3000 человек. Эвакуироваться из этого приграничного города успели только несколько еврейских семей
Сразу после оккупации нацисты и полицейские из числа местных жителей начали грабить евреев и издеваться на ними. Свислочский комиссариат возглавил фон Оденбах, который заполнил свой дом в центре Свислочи лучшей мебелью и вещами, забранные у евреев.
Евреям запрещалось появляться без опознавательного знака — желтой нашивки в виде шестиконечной звезды на левой стороне груди и плече, запрещалось заходить на рынок и в другие общественные места, пользоваться транспортом, ходить по тротуарам.

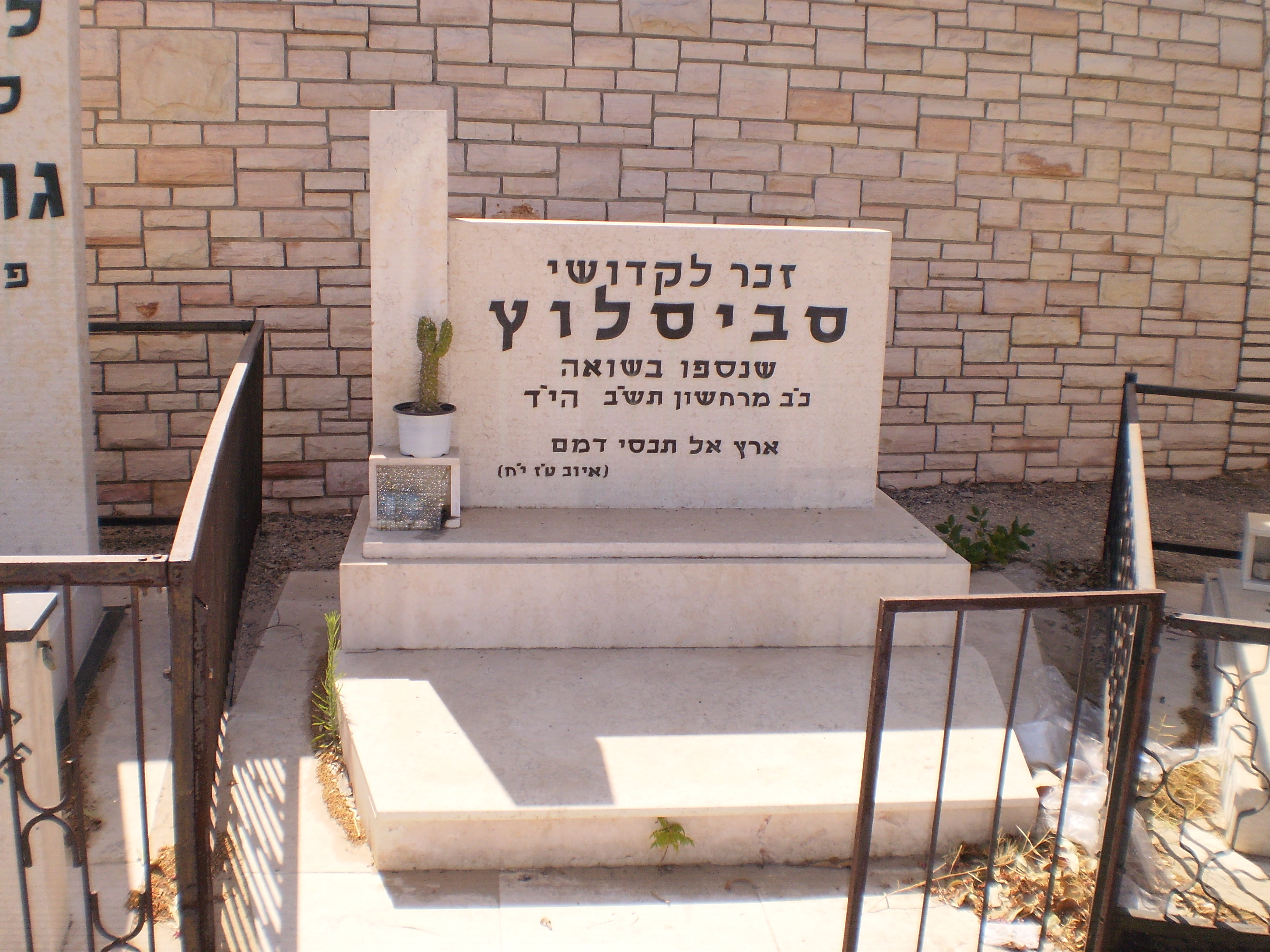
Памятник убитым евреям Свислочи на мемориальном кладбище в Холоне

В ноябре 1941 года немцы, реализуя нацистскую программу уничтожения евреев, организовали в Свислочи гетто. Евреям позволили взять только то, что можно было унести в руках и увезти на тачке, и приказали в течение 6 часов переселиться в гетто в районе нынешней улицы Мельнова, Комсомольской и Горького — до улицы Новая. Все ценные вещи при переселении отобрали полицаи. Гетто было огорожено и строго охранялось. Для контроля исполнения немецких приказов узникам приказали создать юденрат и еврейскую полицию. Местным жителям категорически запрещалось разговаривать с евреями и заходить на территорию гетто.

## Уничтожение гетто
Узников в возрасте от 16 до 60 лет использовали на самых тяжелых принудительных работах, грабили, накладывали различные «контрибуции» и избивали. За малейшую «провинность» расстреливали. Через год существования гетто в живых осталось менее половины евреев.
С самого начала существования гетто евреев систематически расстреливали по несколько человек, а в конце 1941 года во время очередной «акции» (таким эвфемизмом нацисты называли организованные ими массовые убийства) были расстреляны несколько сотен узников.
1 ноября (2 ноября, 1 декабря) 1942 года Свислочское гетто было уничтожено. Молодых узников отобрали и отправили в трудовой лагерь в Волковыск. Остальных евреев, большей частью женщин, стариков и детей, выстроили в колонну и повели в сторону парка по улице Дворной. Обреченных людей привели в урочище Вишевник на окраине Свислочи, заставили самим выкопать ямы и расстреляли. Расстрел продолжался с пяти часов вечера до середины ночи, всего были убиты более 1500 (1536) человек.

## Память
Всего были убиты более 3000 свислочских евреев. Опубликованы неполные списки жертв геноцида евреев в Свислочи.
Памятник убитым установлен в урочище Вишевник и на мемориальном кладбище в Холоне в Израиле.